# Ghilad
Ghilad (en hongrois : Gilád, en allemand : Gilad ou Kilatt) est une commune du județ de Timiș en Roumanie.